# Международный институт прикладного системного анализа
Международный институт прикладного системного анализа (англ. The International Institute for Applied Systems Analysis) (сокр. IIASA, МИПСА) — независимый международный исследовательский институт, основанный в рамках инициативы по научному сотрудничеству между восточным и западным блоками во время холодной войны. Расположен в городе Лаксенбург, пригороде Вены, Австрия.
Деятельность института направлена на проведение междисциплинарных исследований по проблемам, решение которых не под силу отдельной стране или академической дисциплине в силу их масштаба и сложности. К ним относятся глобальное потепление, энергобезопасность, демографическое старение населения и устойчивое развитие. Результаты исследований и научная экспертиза ученых МИПСА используются для разработки научно обоснованной политики директивными органами различных государств.

## Об организации
В настоящее время с институтом сотрудничают около 500 исследователей из 50 стран.
Ханс Йоахим Шелльнхубер является нынешним генеральным директором, а Вольфганг Лутц — временным заместителем генерального директора.
МИПСА — это международный неправительственный институт, финансируемый научными организациями стран-членов, в число которых входят: Австрия, Бразилия, Великобритания, Вьетнам, Германия, Египет, Индия, Иран, Китай, Норвегия, Республика Корея, Россия, США, Украина, Финляндия, Швеция и Япония.
В 2022 году, в рамках региональной организации, к МИПСА также присоединились 17 африканских стран: Ботсвана, Буркина-Фасо, Гана, Замбия, Зимбабве, Кения, Кот-д’Ивуар, Малави, Мозамбик, Намибия, Нигерия, Руанда, Сенегал, Танзания, Уганда, Эфиопия и ЮАР.
Работа института финансируется за счет контрактов, грантов и пожертвований от правительств, международных организаций, научных учреждений, коммерческих организаций и частных лиц. Его исследования независимы и не обусловлены политическими или национальными интересами стран-членов.

## История
Институт учредили в 1972 году, в соответствии с уставом, подписанным 4 октября 1972 года представителями СССР, США и ещё десяти стран. Создано при Римском клубе. Учреждение института было результатом усилий президента США Линдона Джонсона и премьер-министра СССР Алексея Косыгина. Первые ученые начали работу в МИПСА в июне 1973 года.
В СССР 4 июня 1976 года как советский филиал МИПСА был организован Всесоюзный научно-исследовательский институт системных исследований (ВНИИСИ, ныне Институт системного анализа РАН).
МИПСА способствует формированию международных междисциплинарных команд для решения глобальных проблем, к примеру, исследование загрязнения воды, проведенное в 1980-х годах группой химиков, биологов и экономистов МИПСА, до сих пор лежит в основе современной политики Японии, США и стран бывшего СССР в области водных ресурсов.

## Первый в СССР интернет-канал от Москвы до МИПСА
В 1982 году из состава ВНИИСИ был выделен ВНИИПАС, который стал заниматься компьютерной связью и создал первый в СССР официальный интернет-канал от Москвы до австрийской столицы Вены, где соединялся с сетью RADAUS (Radio Austria), использовавшейся МИПСА.
Связь с МИПСА осуществлялась по выделенной телефонной линии с использованием протокола X.25, одним из разработчиков которого был Николай Саух.
Директор ВНИИПАС Олег Смирнов в интервью 2013 года сообщал: «В октябре 1972 года СССР, США и ещё 10 стран мира из Восточного и Западного политических блоков подписали в Лондоне документ о создании Международного института прикладного системного анализа (IIASA), который разместился в Австрии, в городке Лаксенбург (в 16 километрах от Вены). Этому предшествовали шестилетние усилия американского президента Линдона Джонсона и главы советского правительства Алексея Косыгина, а создание IIASA положило начало значительному проекту межгосударственного научного сотрудничества, которое объединяло страны, несмотря на годы холодной войны. Председателем совета IIASA был избран (и находился на этом посту с 1972 по 1987 год) Джермен Гвишиани — заместитель председателя Государственного комитета Совета Министров СССР по науке и технике (ГКНТ) и зять Косыгина. В 1976 году ГКНТ и Академия наук (АН) СССР создали в Москве Всесоюзный НИИ системных исследований (ВНИИСИ), который стал тесно сотрудничать с IIASA. В те времена ученые из всех стран-учредителей IIASA приезжали туда на работу по контракту на один, два, а то и три года. Однако, оказавшись в Лаксенбурге, они теряли связь со своими научными коллективами. Поэтому в компьютерном центре IIASA был построен телекоммуникационный комплекс. Я с января 1977 года руководил во ВНИИСИ научным направлением „Прикладные системные исследования“ и предложил организовать связь института с телеком-комплексом IIASA. Гвишиани поддержал мою идею и дал мне в подчинение четыре лаборатории, суммарный штат которых превышал 60 человек. Международные линии связи тогда были очень дорогими, и существовали лишь медные кабели (до оптики было ещё далеко). Для сокращения затрат я предложил войти в кооперацию с Чехословакией, которая также была одной из стран-учредителей IIASA: мы организовывали и оплачивали канал из СССР до чехословацкой границы, линию по территории Чехословакии обеспечивала эта страна, а участок от Братиславы до Вены/Лаксенбурга мы оплачивали пополам. Для того чтобы организовать эту линию связи между Москвой и Лаксенбургом, мне пришлось собрать 24 разрешающие визы, включая КГБ и Министерства связи СССР. Минсвязи предоставило нам линию со скоростью 9600 бод (7680 бит/с — прим. ComNews). С помощью мультиплексора мы её поделили на две части: по 4800 бод нам и чехословакам, после чего аппаратно разделили свою половину на синхронный канал 2400 бод и восемь асинхронных каналов по 300 бод, которые позволяли работать с базами данных IIASA сразу восьмерым сотрудникам ВНИИСИ. Линия связи Москва-Прага-Братислава-Вена-Лаксенбург заработала в 1978 году. С её помощью через телекоммуникационный центр IIASA советские пользователи получили возможность работать со всеми информационно-вычислительными ресурсами мира: базами данных Data Star в Швейцарии, Dialog в Калифорнии (США), Pergamon Infoline в Великобритании и др.».
В 1989 году в New York Times вышла статья «Советские вычисления: взгляд изнутри», в которой утверждалось, что администрация Рональда Рейгана прекратила финансирование МИПСА после того, как был создан канал до СССР — «перспектива широкого распространения компьютерных связей между странами вызвала опасения, что Советский Союз может незаконно перехватывать высокотехнологичные данные из Соединенных Штатов». В это время на поставку компьютеров в СССР действовали международные ограничения КОКОМ. Через несколько лет финансирование МИПСА со стороны США было возобновлено.

## Сфера деятельности
После окончания холодной войны, институт расширил свою сферу деятельности, перейдя от способствия взаимодействию между странами востока и запада к работе общей глобальной направленности. 
Миссия института заключается в обеспечении научного консультирования директивных органов разных стран с использованием прикладного системного анализа в целях повышения благосостояния людей и защиты окружающей среды, а также решения других глобальных проблем. Кроме того, институт способствует развитию научной дипломатии и стимулирует дискуссии о том, как наука может способствовать укреплению доверия между странами и поддержке их внешней политики.
Институт состоит из шести исследовательских программ. Программы, в свою очередь, разбиты на исследовательские группы, которые могут быть расформированы или перераспределены по мере изменения приоритетов. Основные программы имеют тематическую направленность на исследование: продвижения системного анализа; биоразнообразия и природных ресурсов; экономической сферы; энергии, климата и окружающей среды; населения и общества; стратегических инициатив.
Информация об основных проектах МИПСА доступна на сайте организации.